# Liste der Nummer-eins-Hits in Ungarn (2000)
Dies ist eine Liste der Nummer-eins-Hits in Ungarn im Jahr 2000. Sie basiert auf der Top 40 album-, DVD- és válogatáslemez-lista der Magyar Hanglemezkiadók Szövetsége (Mahasz), dem ungarischen Vertreter der International Federation of the Phonographic Industry.

## Alben
| ← 1999 ← | Liste der Nummer-eins-Hits in Ungarn | Liste der Nummer-eins-Hits in Ungarn | Liste der Nummer-eins-Hits in Ungarn | 2001 →                    |
| \| Zeitraum \| Wo. ges. \| Interpret \| Titel \| Zusätzliche Informationen \| \| (Zeitraum, Wochen auf Platz eins, Interpret, Titel, zusätzliche Informationen) \| \| \| \| \| \| ------------------------------------------------------------------------------ \| -------- \| ------------------------- \| ------------------------- \| ------------------------- \| \| 27. Dezember 1999 – 9. Januar 2000 2 Wochen (insgesamt 7) \| 7 \| Zámbó Jimmy \| Dalban mondom el \| – \| \| 10. Januar 2000 – 30. Januar 2000 3 Wochen (insgesamt 4) \| 4 \| Jazz+Az \| Egynek jó \| – \| \| 31. Januar 2000 – 20. Februar 2000 3 Wochen (insgesamt 15) \| 15 \| Santana \| Supernatural \| – \| \| 21. Februar 2000 – 27. Februar 2000 1 Woche \| 1 \| Ganxsta Zolee és a Kartel \| Rosszfiúk \| – \| \| 28. Februar 2000 – 21. Mai 2000 12 Wochen (insgesamt 15) \| 15 \| Santana \| Supernatural \| – \| \| 22. Mai 2000 – 25. Juni 2000 5 Wochen \| 5 \| Britney Spears \| Oops!… I Did It Again \| – \| \| 26. Juni 2000 – 16. Juli 2000 3 Wochen (insgesamt 4) \| 4 \| Natalia Oreiro \| Natalia Oreiro \| – \| \| 17. Juli 2000 – 13. August 2000 4 Wochen (insgesamt 8) \| 8 \| Gheorghe Zamfir \| Feeling of Romance \| – \| \| 14. August 2000 – 20. August 2000 1 Woche (insgesamt 4) \| 4 \| Natalia Oreiro \| Natalia Oreiro \| – \| \| 21. August 2000 – 17. September 2000 4 Wochen (insgesamt 8) \| 8 \| Gheorghe Zamfir \| Feeling of Romance \| – \| \| 18. September 2000 – 24. September 2000 1 Woche \| 1 \| Kispál és a Borz \| Velőrózsák \| – \| \| 25. September 2000 – 1. Oktober 2000 1 Woche \| 1 \| Madonna \| Music \| – \| \| 2. Oktober 2000 – 8. Oktober 2000 1 Woche (insgesamt 2) \| 2 \| Balázs Pali \| Nem adom kölcsön a szívem \| – \| \| 9. Oktober 2000 – 15. Oktober 2000 1 Woche \| 1 \| Ákos \| Hűség \| – \| \| 16. Oktober 2000 – 22. Oktober 2000 1 Woche (insgesamt 2) \| 2 \| Balázs Pali \| Nem adom kölcsön a szívem \| – \| \| 23. Oktober 2000 – 29. Oktober 2000 1 Woche \| 1 \| V-Tech \| Álmodoztam \| – \| \| 30. Oktober 2000 – 12. November 2000 2 Wochen \| 2 \| Ámokfutók \| A szerelem hajnalán \| – \| \| 13. November 2000 – 26. November 2000 2 Wochen (insgesamt 3) \| 3 \| Irigy Hónaljmirigy \| Ráncdalfesztivál \| – \| \| 27. November 2000 – 3. Dezember 2000 1 Woche \| 1 \| Hofi Géza \| 1400 \| – \| \| 4. Dezember 2000 – 10. Dezember 2000 1 Woche (insgesamt 3) \| 3 \| Irigy Hónaljmirigy \| Ráncdalfesztivál \| – \| \| 11. Dezember 2000 – 28. Januar 2001 7 Wochen \| 7 \| Zámbó Jimmy \| Karácsony Jimmyvel \| – \| |                                      |                                      |                                      |                           |
| ← 1999 |                                      |                                      |                                      | → 2001 →                  |
| Zeitraum | Wo. ges.                             | Interpret                            | Titel                                | Zusätzliche Informationen |
| (Zeitraum, Wochen auf Platz eins, Interpret, Titel, zusätzliche Informationen) |                                      |                                      |                                      |                           |
| 27. Dezember 1999 – 9. Januar 2000 2 Wochen (insgesamt 7) | 7                                    | Zámbó Jimmy                          | Dalban mondom el                     | –                         |
| 10. Januar 2000 – 30. Januar 2000 3 Wochen (insgesamt 4) | 4                                    | Jazz+Az                              | Egynek jó                            | –                         |
| 31. Januar 2000 – 20. Februar 2000 3 Wochen (insgesamt 15) | 15                                   | Santana                              | Supernatural                         | –                         |
| 21. Februar 2000 – 27. Februar 2000 1 Woche | 1                                    | Ganxsta Zolee és a Kartel            | Rosszfiúk                            | –                         |
| 28. Februar 2000 – 21. Mai 2000 12 Wochen (insgesamt 15) | 15                                   | Santana                              | Supernatural                         | –                         |
| 22. Mai 2000 – 25. Juni 2000 5 Wochen | 5                                    | Britney Spears                       | Oops!… I Did It Again                | –                         |
| 26. Juni 2000 – 16. Juli 2000 3 Wochen (insgesamt 4) | 4                                    | Natalia Oreiro                       | Natalia Oreiro                       | –                         |
| 17. Juli 2000 – 13. August 2000 4 Wochen (insgesamt 8) | 8                                    | Gheorghe Zamfir                      | Feeling of Romance                   | –                         |
| 14. August 2000 – 20. August 2000 1 Woche (insgesamt 4) | 4                                    | Natalia Oreiro                       | Natalia Oreiro                       | –                         |
| 21. August 2000 – 17. September 2000 4 Wochen (insgesamt 8) | 8                                    | Gheorghe Zamfir                      | Feeling of Romance                   | –                         |
| 18. September 2000 – 24. September 2000 1 Woche | 1                                    | Kispál és a Borz                     | Velőrózsák                           | –                         |
| 25. September 2000 – 1. Oktober 2000 1 Woche | 1                                    | Madonna                              | Music                                | –                         |
| 2. Oktober 2000 – 8. Oktober 2000 1 Woche (insgesamt 2) | 2                                    | Balázs Pali                          | Nem adom kölcsön a szívem            | –                         |
| 9. Oktober 2000 – 15. Oktober 2000 1 Woche | 1                                    | Ákos                                 | Hűség                                | –                         |
| 16. Oktober 2000 – 22. Oktober 2000 1 Woche (insgesamt 2) | 2                                    | Balázs Pali                          | Nem adom kölcsön a szívem            | –                         |
| 23. Oktober 2000 – 29. Oktober 2000 1 Woche | 1                                    | V-Tech                               | Álmodoztam                           | –                         |
| 30. Oktober 2000 – 12. November 2000 2 Wochen | 2                                    | Ámokfutók                            | A szerelem hajnalán                  | –                         |
| 13. November 2000 – 26. November 2000 2 Wochen (insgesamt 3) | 3                                    | Irigy Hónaljmirigy                   | Ráncdalfesztivál                     | –                         |
| 27. November 2000 – 3. Dezember 2000 1 Woche | 1                                    | Hofi Géza                            | 1400                                 | –                         |
| 4. Dezember 2000 – 10. Dezember 2000 1 Woche (insgesamt 3) | 3                                    | Irigy Hónaljmirigy                   | Ráncdalfesztivál                     | –                         |
| 11. Dezember 2000 – 28. Januar 2001 7 Wochen | 7                                    | Zámbó Jimmy                          | Karácsony Jimmyvel                   | –                         |